# Benjamin Carpenter
Benjamin Carpenter (* 17. Mai 1725 in Swansea, Bristol County, Province of Massachusetts Bay; † 29. März 1804 in Guilford, Windham County, Vermont) war ein britisch-amerikanischer Militär und Staatsmann. Als Vermonter Offizier kämpfte er in der Amerikanischen Revolution und wurde später Vizegouverneur von Vermont.

## Leben
Carpenter lebte in Massachusetts, Connecticut und Rhode Island, bis er sich 1770 in der Vermont Republic niederließ.
Carpenter kam mit der Frühphase der Politik von Vermont in Berührung, welche die anhaltenden Streitigkeiten zwischen New Hampshire und New York über die Gerichtsbarkeit umfasste. Übereinstimmend mit denen, die die Unabhängigkeit Vermonts befürworteten, wurde Carpenter von Pro-New-York-Kämpfern im Jahr 1783 entführt. Er wurde unter der Bedingung freigelassen, dass er sich bei der Regierung von Vermont für die Freilassung der inhaftierten Mitglieder der Pro-New-York-Gruppe einsetze. Dies hat er jedoch nie gemacht.
Mit Beginn der Revolution diente Carpenter als Vorsitzender seines Countys, dem Committee of Safety, später als Lieutenant Colonel in der Miliz. Er blieb Mitglied im Committee of Safety von Vermont.
1779 wurde er zum Vizegouverneur von Vermont gewählt. Dieses Amt übte er bis 1781 aus. Im Jahre 1783 war er ein Mitglied des Council of Censors.
Benjamin Carpenter war ein frommer Baptist. Neben dem Dienst als Diakon für mehr als 50 Jahre, predigte er auch gelegentlich von der Kanzel.
Er starb in Guilford am 29. März 1804. Sein Grab befindet sich auf dem West Guilford’s Carpenter Cemetery.